# Instituto Profesional AIEP
La Sociedad Instituto Profesional AIEP (Academia de Idiomas y Estudios Profesionales de la Universidad Andrés Bello) es una institución superior técnica profesional chilena, ⁣creada el 1 de marzo de 1965, organizada como Instituto Profesional y constituida como una sociedad privada, accionista y autónoma, patrocinante de la Universidad Andrés Bello.
Su casa central se ubica en la Región Metropolitana de Santiago, en la comuna de Providencia, cuenta con 7 escuelas en 25 sedes, por 16 ciudades del país, ubicadas desde Calama a Castro. Posee una matrícula de más de 95.000 estudiantes, 222 mil titulados, más de 4000 docentes y 1800 colaboradores.
Actualmente se encuentra acreditado por la Comisión Nacional de Acreditación (CNA-Chile) por un período de 5 años (de un máximo de 7), desde noviembre de 2022 hasta noviembre de 2027.Está en la posición 56 de instituciones educativas chilenas según el ranking de Webometrics 2024.
Adscribe a la Red de Campus Sustentables, al Sistema de Acceso a la educación superior chilena (Vía de admisión descentralizada - sumativa) e integra el Consejo de Rectores (Vertebral). AIEP, es una organización certificada como Empresa B. La institución, junto a una red de universidades, forman parte de la Fundación Educación y Cultura, tutora institucional de la UNAB.

## Historia
AIEP es una institución de educación superior técnico-profesional cuyos orígenes se remontan a la Academia de Idiomas y Estudios Profesionales, creada el 1 de marzo de 1965 fundada por Carlo Corcione Rossi. En aquellos años, la institución centró su oferta académica en Idiomas, Secretariado Ejecutivo, Auxiliar de Arquitectura y Proyectos de Máquinas. En 1979, mediante Resolución N° 1.498, obtuvo la calidad de Cooperador de la Función Educacional del Estado por parte del Ministerio de Educación, para posteriormente constituirse como Instituto de Educación Superior Técnico-Profesional en 1989, conforme a las normas del DFL N° 5 de 1981 del Ministerio de Educación.
En 2001 se produjo un cambio en la propiedad institucional, que se formalizó con la incorporación de AIEP a la estructura de propiedad de la Universidad Andrés Bello, siendo la integración al proyecto de esta universidad un hito relevante en el proceso de consolidación institucional. 
Al año siguiente, AIEP obtuvo la plena autonomía por parte del Consejo Superior de Educación, según el Acuerdo N° 44/2002. En 2003, AIEP pasó a formar parte de la red educacional Sylvan International Universities (posteriormente Laureate International Universities), en ese entonces sostenedora de la Universidad Andrés Bello.

### Fin de Laureate International Universities en Chile (2020).
El 11 de septiembre de 2020, el grupo Laureate International Universities, que además era dueño de la Universidad Andrés Bello, la Universidad de Las Américas, la Universidad Viña del Mar y la Escuela Moderna de Música y Danza, finalizó sus operaciones en Chile y anunció el traspaso de sus universidades en el país a la Fundación Educación y Cultura. AIEP, por su parte, fue vendido a la Universidad Andrés Bello, por un total de US$ 214,6 millones de dólares. Esta decisión se tomó en un contexto de movimientos estratégicos de la red. Dentro de las razones se incluyeron las nuevas medidas que podrían tomarse en materia de educación tras la eventual creación de una nueva Constitución producto del Plebiscito nacional de Chile de 2020. Desde entonces, la Universidad Andrés Bello es el sostenedor de AIEP, con lo que la institución vuelve a formar parte integral de un proyecto educacional conjunto con esa casa de estudios. Entre otras vías de colaboración, este proyecto se traduce en alternativas de articulación de estudios que abarcan un amplio espectro de carreras universitarias y técnico-profesionales, profundizando el abanico de trayectorias formativas disponibles para estudiantes de ambas instituciones.

### Hitos Institucionales
AIEP optó por primera vez a la acreditación institucional en 2008, obteniéndola por un período de dos años (2008-2010). Desde entonces se ha mantenido como institución acreditada, renovando más recientemente esa condición en 2022, por un periodo de 5 años hasta noviembre de 2027. 
Durante todo este tiempo, AIEP ha trabajado sistemáticamente en consolidar su Sistema Interno de Aseguramiento de la Calidad, lo que le ha permitido avanzar en la autoevaluación, certificación y acreditación de sus carreras; en la obtención de la certificación internacional BCorp; en la certificación ISO 9001:2015; y en la certificación de su modelo de prevención del delito (Ley 20.393), entre otras. 
AIEP ha acentuado su rol social, lo que se refleja en su compromiso con la empleabilidad, el emprendimiento y la innovación, a través de iniciativas abiertas a la comunidad tales como Expo Empleos, Expo Emprende, las ferias de Emprendimiento e Innovación FEI y el programa de innovación social YAN Chile, entre otras, que se despliegan en todas las regiones en las que AIEP tiene presencia. 
En 2021, AIEP alcanzó un nuevo hito al nombrar a su primera rectora en 56 años de historia. El 1 de agosto de ese año, la ingeniera mecánica con 22 años de experiencia en la educación superior, María Loreto Ferrari asumió como la principal autoridad de la institución.

### Actualidad
AIEP Posee casi 95 mil estudiantes, distribuidos en 25 sedes ubicadas en Calama, Antofagasta, La Serena, San Felipe, Viña del Mar, Valparaíso, San Antonio, San Joaquín, Santiago (barrio Bellavista), República (Barrio Universitario), Maipú, Santiago Norte, San Bernardo, Rancagua, San Fernando, Talca, Curicó, Concepción, Los Ángeles, Temuco, Valdivia, Osorno, Puerto Montt y Castro.
Los estudiantes pueden estudiar carreras técnicas y profesionales en Ciencias de la Salud, Ciencias Empresariales, Tecnologías de la Información, Comunicaciones, Construcción y Obras Civiles, Cosmetología, Diseño de Moda, Desarrollo Social, Teatro, Deportes, y Sonido y televisión, todas ellas en Régimen diurno o Vespertino Ejecutivo(PEV).  El Instituto otorga la Beca AIEP, que ofrece a los estudiantes cubrir la diferencia generada entre el arancel de la Universidad Andrés Bello y el arancel del Instituto.

## Organización

### Escuelas[12]
- Escuela de Salud y Deporte
- Escuela de Ingeniería, Energía y Tecnología
- Escuela de Administración y Gestión Empresarial
- Escuela de Desarrollo Social y Educación
- Escuela de Artes e Industrias Creativas
- Escuela de Estética Integral
- Escuela de Gastronomía, Hotelería y Turismo

## Infraestructura

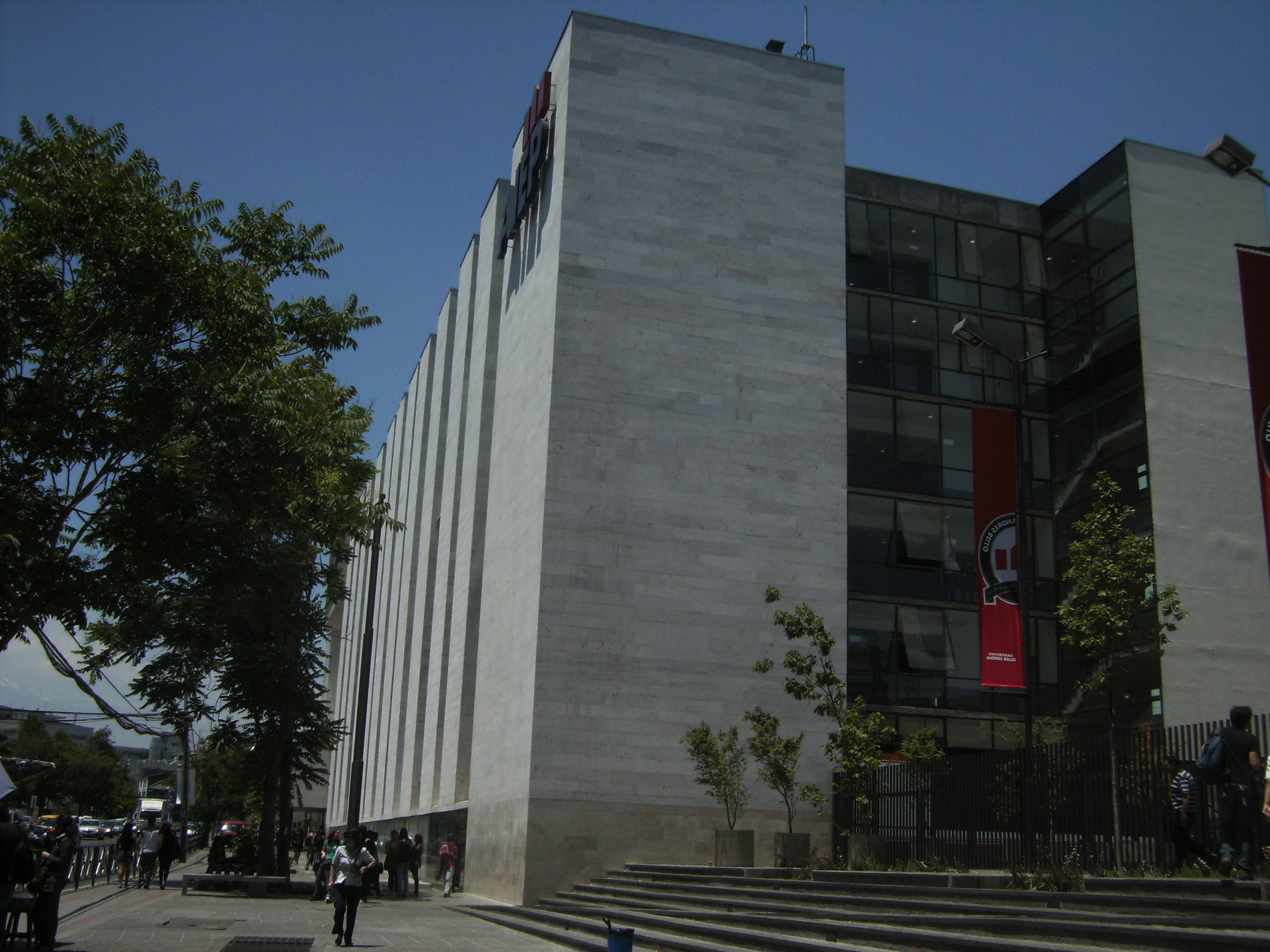
Sede Barrio Bellavista,comuna de Santiago. región metropolitana.

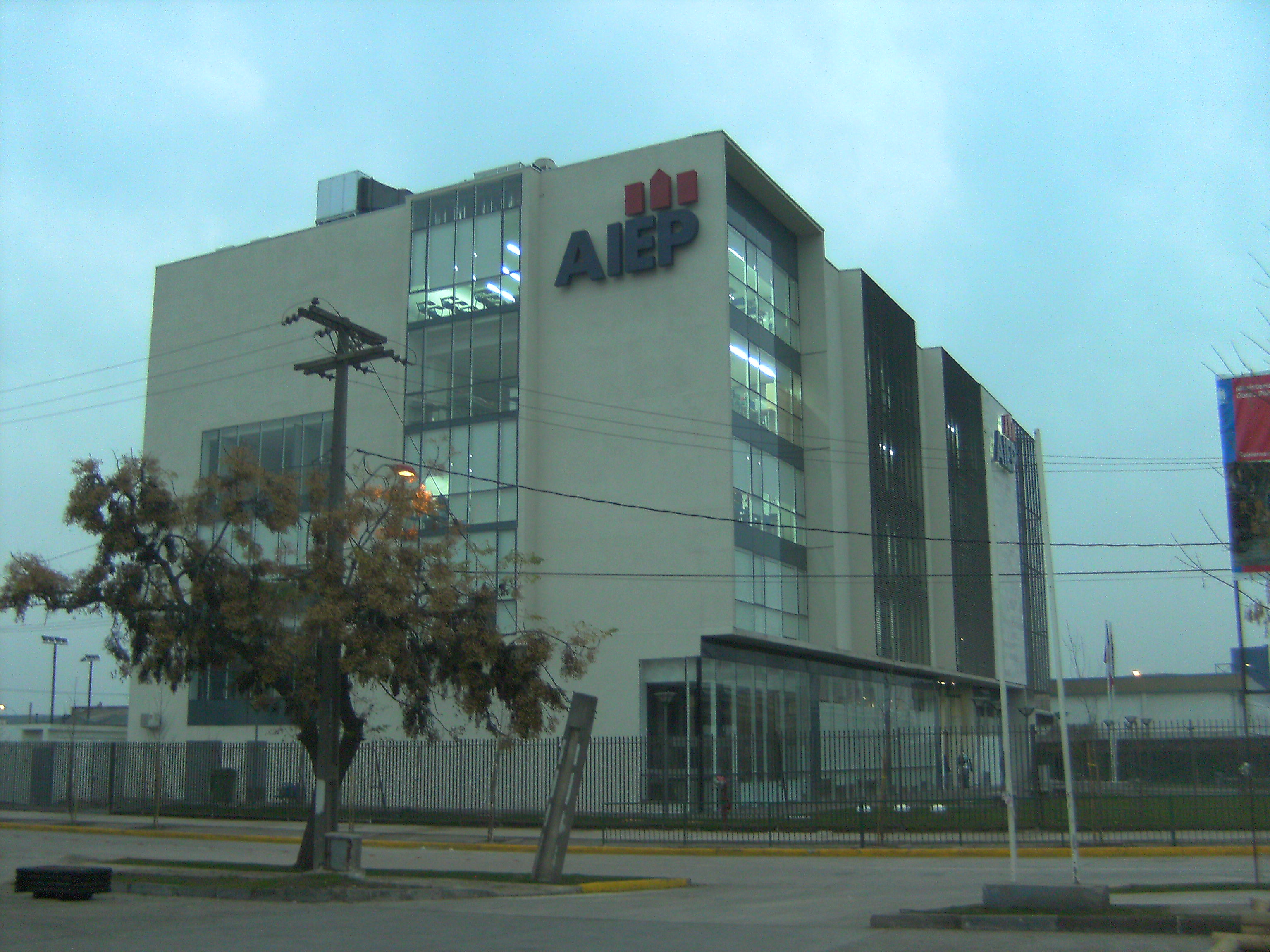
Sede San Joaquín, comuna de San Joaquín, región metropolitana.

### Sedes
| Ciudad/Comuna/Barrio                  | Ubicación                  |
| ------------------------------------- | -------------------------- |
| Sede Calama                           | Mallplaza Calama           |
| Sede Antofagasta                      | San Martín                 |
| Sede La Serena                        | Mallplaza La Serena        |
| Sede San Felipe                       | San Felipe                 |
| Sede Viña del Mar                     | Álvarez 860                |
| Sede Valparaíso                       | Mall Paseo del Puerto      |
| Sede San Antonio                      | San Antonio                |
| Sede Barrio Universitario de Santiago | Barrio Universitario       |
| Sede Barrio Bellavista                | Bellavista                 |
| Sede Maipú                            | Maipú                      |
| Sede San Joaquín                      | Macul                      |
| Sede San Bernardo                     | San Bernardo               |
| Sede Santiago Norte                   | Conchalí                   |
| Sede Rancagua                         | Rancagua                   |
| Sede San Fernando                     | San Fernando               |
| Sede Curicó                           | Curicó                     |
| Sede Talca                            | Talca                      |
| Sede Concepción                       | Barros Arana               |
| Sede Chillán                          | Av. Bernardo O’Higgins 360 |
| Sede Los Ángeles                      | Los Ángeles                |
| Sede Temuco                           | Portal Temuco              |
| Sede Valdivia                         | Mall Plaza Los Ríos        |
| Sede Osorno                           | Osorno                     |
| Sede Puerto Montt                     | Puerto Montt               |
| Sede Castro                           | Castro                     |

## Egresados destacados
- Evelyn Chávez, Concejala en Puerto Montt
- Claudio Aguilante, Concejal en Calbuco
- Eduardo Cantillana, Concejal en La Estrella

## Rectores (listado incompleto)
- Carlo Corcione Rossi.
- Fulvio Corcione Conforti.
- María Loreto Ferrari.

## Vinculaciones
- Universidad Andrés Bello (Unab)
- Fundación Educación y Cultura
- Escuela Moderna de Música (EMM)
- Universidad Viña del Mar (UVM)
- Universidad de Las Américas (Udla)